# انسان لوزونی
انسان لوزونی (نام علمی: Homo luzonensis) یک گونه منقرض‌شده از سرده انسان است. فسیل این گونه در لوزون، فیلیپین کشف شده‌است.
انسان لوزونی که به اصطلاح محلی غارنشین اسطوره‌ای اوباگ نیز نامیده می‌شود، احتمالاً از پیگمه‌ها، انسان خردمند باستانی اواخر پلیستوسن پسین بوده‌است. از بقایای آنها، دندان‌ها و استخوان‌های بند انگشت فقط از یافته‌های غار کالائو در قسمت شمالی جزیره شناخته شده‌است که قدمت آن به بیشتر از ۵۰٬۰۰۰ سال پیش می‌رسد. در ابتدا در سال ۲۰۱۰ این بقایا متعلق به انسان‌های مدرن شناسایی شدند، اما در سال ۲۰۱۹، پس از کشف نمونه‌های بیشتر، بر اساس وجود طیف گسترده‌ای از صفات شبیه به انسان‌های مدرن و همچنین انسان‌تباران جنوبی‌کپی، آنها در گونه‌ای جدید قرار گرفتند.